# Sövit

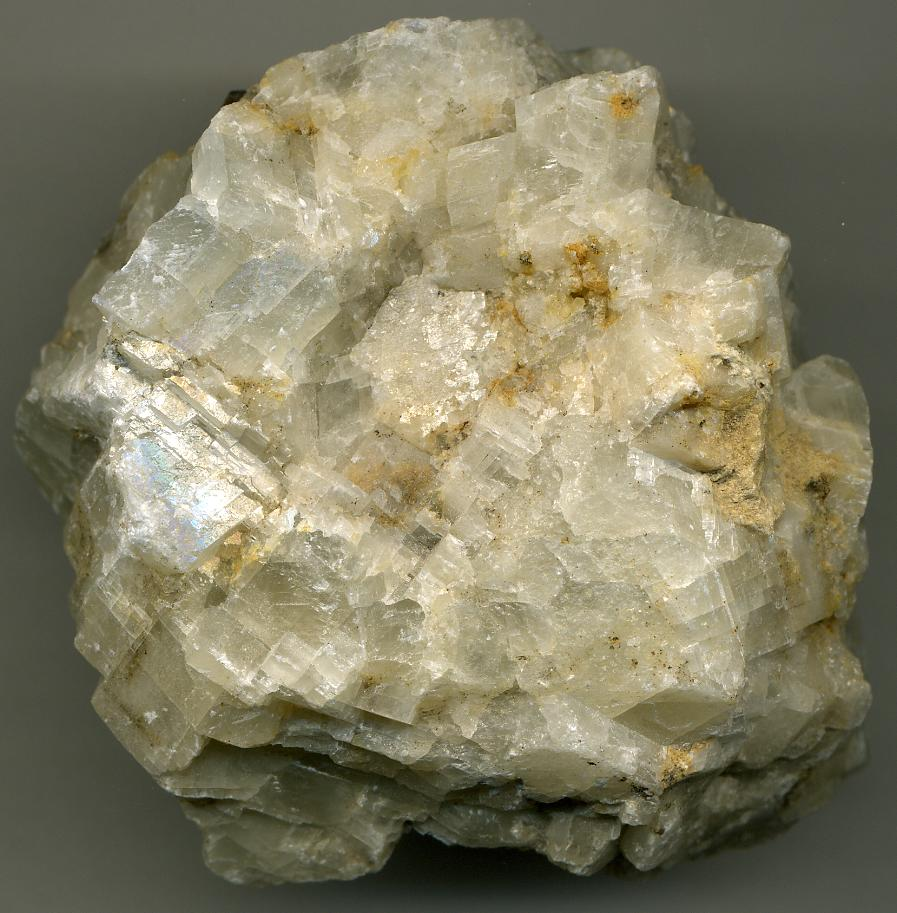
Sövit. Stycket är 7,5 centimeter brett.

Sövit är en magmatisk bergart, som består av kalkspat och mineraler, i vilka bland andra grundämnet niob ingår. 
Det hittades 1920 på Fenfältet i närheten av Ulefoss i Norge och fick sitt namn efter gårdsnamnet Søve 1921 av den norske geologen Waldemar Christopher Brøgger.
Sövit har brutits för sitt niobinnehåll i Søve gruver av A/S Norsk Bergverk 1953–1963. 
Sövit är en vit, marmorliknande kalksten. Huvudmineraler är kalkspat, kalciumkarbonat (CaCO3], som utgör 70–95 procent av bergarten och ger den till en jämn kornig massa. Kornstorleken varierar mellan 0,5 och 5 millimeter. Underordnade, ljusa  mineraler är dolomit, kalcium-magnesium-karbonat, (Ca,Mg)2(CO3)2 (vit), som utgör ofta omkring 10 procent av bergarten), samt apatit, ett fluor- och klorhaltigt kalciumfosfat, Ca5(PO4)3(F,Cl,OH), synligt som små, färglösa nålar (3–7 procent).
En finkornigare variant benämns alvikit efter fyndorten Alvik på Alnön.

## Förekomst i Sverige
Det finns förekomst av sövit på Alnön i Sverige. Under 1940- och 1950-talen bröt Kooperativa Förbundet sövit nära Smedsgården för Alnö kalkbruk. Verksamheten upphörde, och byggnaderna revs, omkring 1960. De ersattes där av Alnö Mekaniska Verkstad.